# Austin Willis
Austin Willis (ur. 1917, zm. 4 kwietnia 2004 w Dartmouth, Nowa Szkocja) – aktor kanadyjski.

## Życiorys
Występował w teatrze, filmie i telewizji. Był popularnym prezenterem programu telewizyjnego This Is the Law (w latach 70.). Odtwarzał wiele ról w produkcjach amerykańskich.

## Filmografia
- Guests of Honour (1945)
- Bush Pilot (1947) – Red North
- Sins of the Fathers (1948) – Dr. Ben Edwards
- Space Command (1953) – Dr. Fleming
- Cross-Canada Hit Parade (1955) – Host (1955-1958)
- The Cage (1956)
- Wolf Dog (1958) – Clem Krivak
- The Mouse That Roared (1959) – United States Secretary of Defense
- Upstairs and Downstairs (1959) – McGuffey
- A Dangerous Age (1959) – Police officer
- Q.E.D. (1960) – Host
- Crack in the Mirror (1960) – Hurtelaut
- Wernher von Braun (1960) – John B. Medaris
- The Barbarians (1960)
- Too Young to Love (1960) – Mr. Collins
- Arch Oboler's 1+1: Exploring the Kinsey Reports (1961) – Sam Tooray, 'The Divorcee'
- Goldfinger (1964) – Simmons
- Seaway (1964) – Admiral Henry Fox
- Don't Forget to Wipe the Blood Off (1966)
- One Hundred Years Young (1967) (TV) – Host
- Eight on the Lam (1967) – Mr. Pomeroy
- Hour of the Gun (1967) – Anson Safford
- The Boston Strangler (1968) – Dr. Nagy
- Flick (1970) – Cantwell
- Face-Off (1971) – Graydon Hunter
- This is the Law (1972) – Host
- C.H.O.M.P.S. (1979) – Head Engineer
- The Last Flight of Noah's Ark (1980) – Slabotsky
- Firefox (1982) – Walters
- The Boy in Blue (1986) – Bainbridge
- The Mouse That Roared

Za całokształt pracy twórczej został odznaczony Orderem Kanady w 2002.